# Egon Aagaard
Egon Aagaard (25. juli 1941 i København – 19. august 1984) var en dansk harmonikaspiller og skuespiller.
Aagaard udgjorde fra 1970 den ene tredjedel af Balkan-trioen, der desuden talte John Ravn og Peter Bastian. Året efter dannede han en ny trio sammen med sangeren Herman og Kim Skovbye. De optrådte bl.a. på landets gågader og udgav albummet The Road Out i 1978. Samme år indstillede Aagaard karrieren.
Han er begravet på Assistens Kirkegård i København. 

## Filmografi
- Musikalske venner (1971-1973)
- Da Svante forsvandt (1975)
- Matador (1978-1981)
- Næste stop - Paradis (1980)